# Elektra (tiendas)
Elektra es una cadena de tiendas de retail mexicana fundada en 1950 por Hugo Salinas Price en la Ciudad de México. La compañía es parte de Grupo Elektra, y cuenta con cerca de 1 300 puntos de contacto distribuidos en México, Guatemala, El Salvador y Honduras. Distribuye productos como electrodomésticos, sistemas de cómputo, electrónica de consumo, telefonía móvil, motocicletas, mobiliario, juguetería y transferencias electrónicas.

## Historia

### Inicios
La compañía fue fundada en 1950 por el empresario Hugo Salinas Price como una pequeña tienda de electrodomésticos en Monterrey, Nuevo León. De esta forma, Elektra se convirtió en la primera compañía en producir televisores en el mercado mexicano. Tiempo después incluyó en su catálogo de servicios el sistema de abonos mensuales.
En 1956, la compañía abrió su primera tienda. Con el paso del tiempo, empezaron a abrirse nuevos puntos de contacto para el público en general y se incorporaron otros productos al catálogo, como muebles y accesorios para el hogar. Ante el decrecimiento de las ventas al por mayor, la compañía decidió centrar sus esfuerzos en el modelo minorista o de retail.

### Consolidación

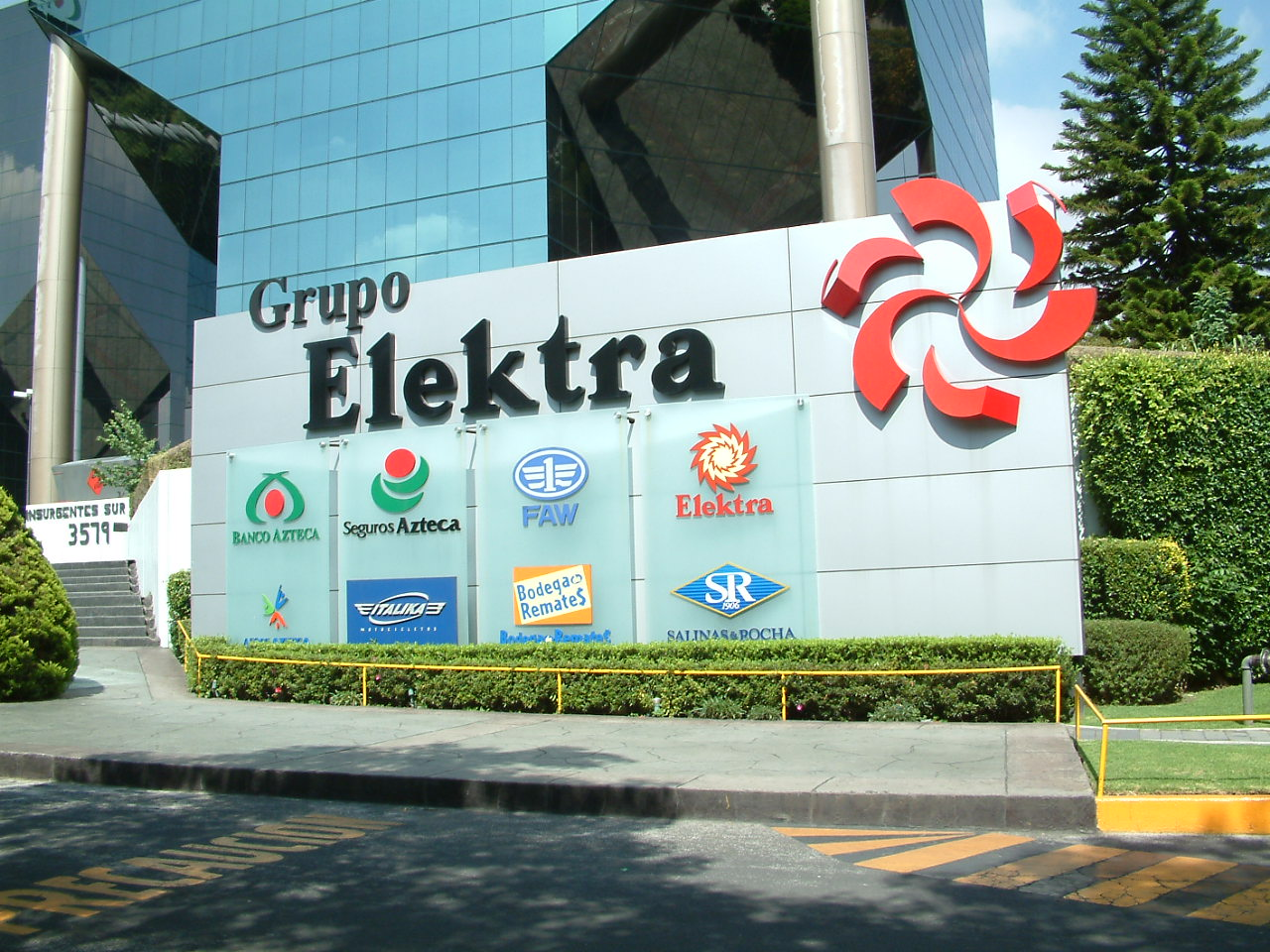
Tiendas Elektra es una de las empresas que conforman el Grupo Elektra.

Tras solicitar crédito a entidades bancarias extranjeras a comienzos de la década de los años 1960, la empresa logró aumentar sus ventas en un 40%, incluir una mayor variedad de productos en su catálogo y expandir sus operaciones a lo largo del país. Para 1964, la compañía ya contaba con dieciséis tiendas. Durante la gestión de Hugo Salinas Price, Elektra posicionó 59 puntos de venta en el territorio mexicano.

A mediados de la década de los años 1980, Hugo Salinas Price cedió el manejo de la compañía a su hijo Ricardo Salinas Pliego, quien se convirtió en presidente de Elektra en 1987. A partir de ese momento, la empresa logró expandirse a nivel internacional, fundando sucursales en algunos países de Centroamérica y Sudamérica (las cuales cerraron).En 1999, Elektra adquirió a través de una subasta el 94.3% del capital de Salinas & Rocha, una cadena de tiendas fundada en 1906 por Benjamín Salinas Westrup.

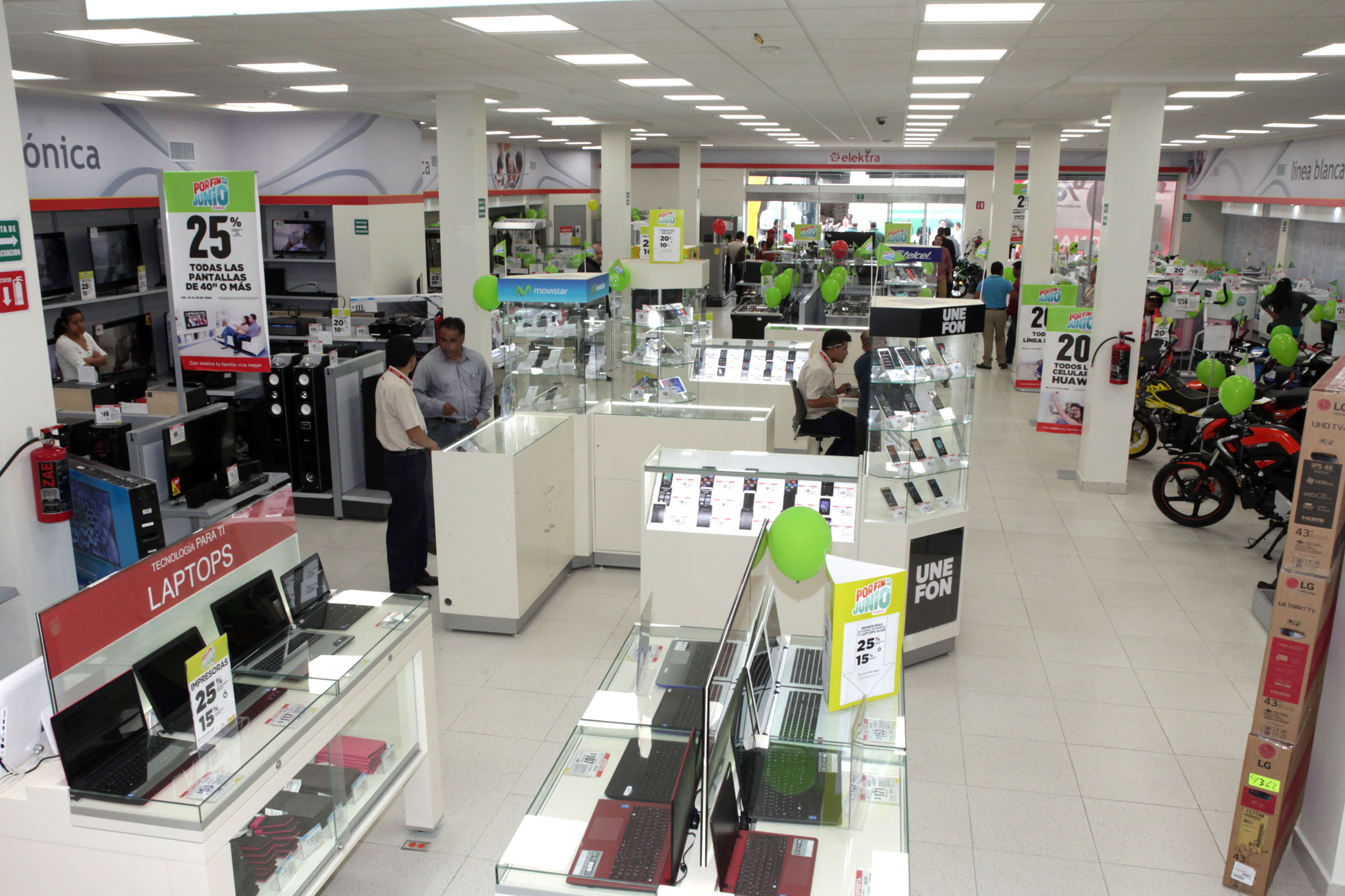
Interior de una tienda Elektra en Villa Victoria, Estado de México.

Con el fin de explotar el rubro del comercio electrónico, en 2017 Elektra realizó una reestructuración de su tienda online para convertirla en una plataforma de e-commerce. Un año después, la compañía fue reconocida con el premio al líder del comercio electrónico en retail en México, otorgado por la Asociación Mexicana de Ventas Online (AMVO) y por el Instituto Latinoamericano de Comercio Electrónico (eCommerce Institute).

### Actualidad
En 2022, Elektra ocupó el puesto número 73 en la lista de las 500 empresas más importantes de México, elaborada por la revista Expansión. Un año después, fue incluida en el ranking de las mejores compañías del mundo de la revista Time y el proveedor de datos Statista.
De acuerdo con el reporte anual de 2022, la compañía cuenta con 1 275 puntos de contacto, de los cuales 1 167 están ubicados en territorio mexicano, y 108 distribuidos en Guatemala y Honduras. Cuenta además con doce puntos de distribución en México y siete en Centroamérica.

## Productos y servicios
En sus inicios, Elektra se dedicaba a la comercialización de equipos de radio y de televisión, pero con el paso del tiempo diversificó su portafolio de productos y servicios. Actualmente se especializa en electrodomésticos, electrónica de consumo, mobiliario, motocicletas, equipos de telefonía móvil, juguetería, sistemas de cómputo, bicicletas, transferencias electrónicas de fondos y garantías extendidas, entre otros.De acuerdo con cifras oficiales de la compañía, Elektra vende cerca de 1 de cada 4 televisores 1 de cada 5 refrigeradores y 7 de cada 10 motocicletas en México.
Los productos de Elektra están enfocados en los segmentos C y D+ de la población, que representan estratos entre medios y bajos, mientras que los productos de la cadena Salinas y Rocha tienen como objetivo los niveles socioeconómicos C+ y C.

## Sustentabilidad y valores corporativos
En 2018, Elektra se adhirió al Pacto Mundial de las Naciones Unidas como parte del Grupo Salinas en referencia a sus diez principios en áreas relacionadas con los derechos humanos, el trabajo, el medio ambiente y la corrupción.De acuerdo con cifras oficiales, la compañía ha invertido 113 millones de pesos mexicanos en gestión ambiental y el 35% de la energía que usa en sus procesos proviene de fuentes renovables.Elektra adoptó igualmente las recomendaciones del Task Force on Climate Related Financial Disclosures para el «análisis de riesgos y oportunidades de cambio climático».En 2022, fue reconocida con el distintivo de Empresa Socialmente Responsable, otorgado por el Centro Mexicano para la Filantropía (CEMEFI).
Elektra ha colaborado directamente con la campaña Fundación Azteca, una organización de responsabilidad social corporativa fundada en 1997 por el Grupo Salinas, en diversos programas de vinculación social y protección del medio ambiente en México y Centroamérica.

## Rankings

#### MERCO-Monitor Empresarial de Reputación Corporativa (2024)
- Elektra ingresó por primera vez al ranking de las 100 empresas de mejor reputación corporativa de México en la posición 98.[24]

#### FXC Intelligence (2024)
- Elektra, como parte de Grupo Elektra, fue reconocida por su liderazgo global en remesas al ser incluida en el Top 100 de FXC Intelligence.[25]

## Premios y reconocimientos
| Año  | Premio y/o organizador   | Categoría | Ref.   |
| ---- | ------------------------ | --- | ------ |
| 2018 | eCommerce Awards México  | Líder el eCommerce en retail en México                                                                                           | [ 26 ] |
| 2020 | Great Place to Work      | Parte de la lista de las mejores empresas para trabajar en México                                                                | [ 27 ] |
| 2022 | Distintivo ESR           | Parte de la lista de las empresas líderes en sustentabilidad                                                                     | [ 28 ] |
| 2022 | Revista Expansión        | Parte de la lista de las empresas más importantes de México                                                                      | [ 29 ] |
| 2023 | Revista Time y Statista  | Parte de la lista de las mejores compañías del mundo en 2023                                                                     | [ 30 ] |
| 2023 | Merco Talento            | Parte de la lista de las empresas con mayor capacidad para atraer y retener talento                                              | [ 31 ] |
| 2023 | Merco Empresas y Líderes | Parte de la lista de las 10 mejores empresas de autoservicio y departamentales                                                   | [ 32 ] |
| 2024 | AMCO                     | Elektra obtuvo el Premio AMCO en la categoría de estrategia de comunicación por la campaña “Y fuimos felices”.                   | [ 33 ] |
| 2024 | AMCO                     | Elektra obtuvo el Premio AMCO en la categoría de ejecución de comunicación por la campaña “Y fuimos felices”.                    | [ 33 ] |
| 2024 | AMCO                     | Elektra obtuvo el Premio AMCO en la categoría de estrategia de comunicación interna por la campaña “Capitalízate de elektra.mx”. | [ 33 ] |